# عضلة خافضة لزاوية الفم
العضلة الخافضة لزاوِية الفم (بالإنجليزية: Depressor anguli oris) تُعرف أيضاً بالعَضَلَةُ المُثَلَّثِيَّةُ (بالإنجليزية:triangularis) هي إحدى عضلات الوجه المرتبطة بالعبوس.
تستقبل العضلة امداداها الدموي من الشريان الوجهي، وتعصبها من الفرع الفكي للعصب الوجهي.

## منشأ العضلة
تنشأ من الخط المائل للفك السفلي.

## مرتكز العضلة
تنغرز العضلة في زاويه الفم.

## وظيفة العضلة
العضلة الخافضة لزاوية الفم هي إحدى عضلات تعابير الوجه. تقوم العضلة بخفض زاوية الفم، ويرتبط ذلك بالعبوس.

## معرض صور

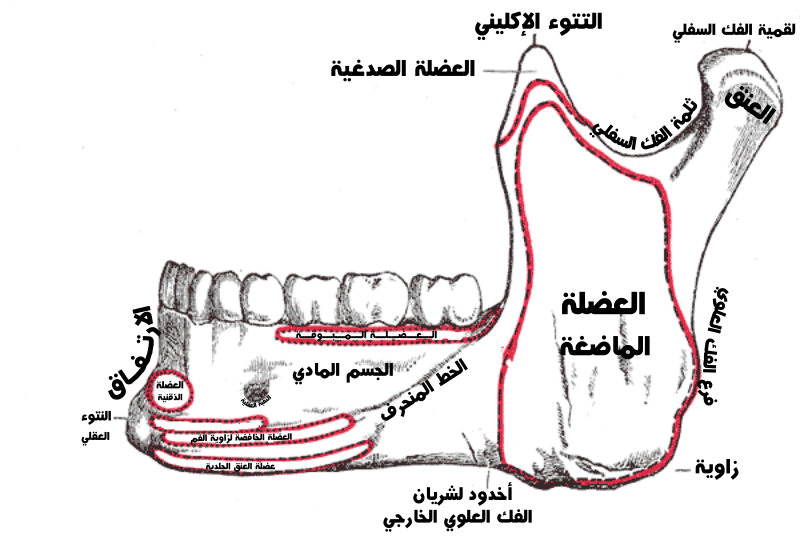
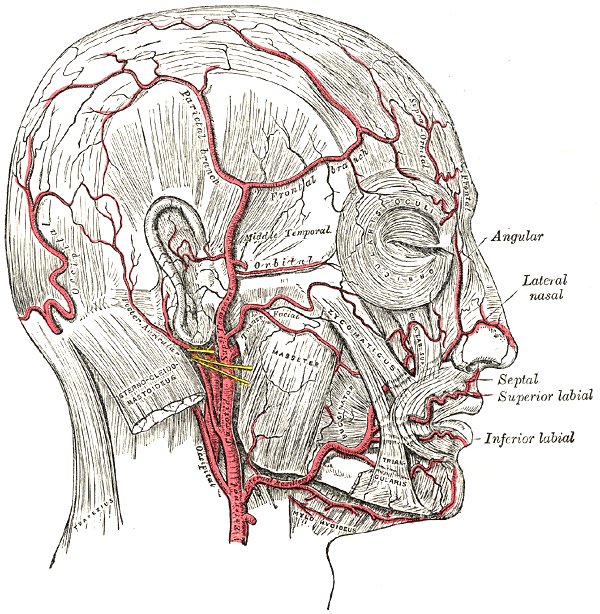